# Coraggio Italia
Coraje Italia (en italiano: Coraggio Italia, abreviado CI) es un partido político liberal conservador de Italia, liderado por Luigi Brugnaro.

## Historia
En febrero de 2021, durante la formación del gobierno de unidad nacional de Mario Draghi, ¡Cambiemos! (C!), un partido liberal conservador liderado por Giovanni Toti, presidente de Liguria, comenzó a atraer nuevos miembros del ala más centrista de Forza Italia (FI) de Silvio Berlusconi.
En mayo de 2021, Toti y Luigi Brugnaro, alcalde de Venecia, anunciaron la formación de un nuevo partido político compuesto principalmente por disidentes de FI, así como por Identidad y Acción (IDeA) de Gaetano Quagliariello (un partido asociado a C!), escindidos de otros partidos, en particular tres diputados anteriormente afiliados al Centro Democrático (CD) de centroizquierda. Brugnaro fue nombrado presidente del partido, mientras que el diputado Marco Marin, el senador Quagliariello y Toti fueron vicepresidentes. Durante la rueda de prensa en la que él y Toti lanzaron el nuevo partido, Brugnaro dio las gracias a Berlusconi, describiéndolo como un «líder valiente», pero también añadió que el centroderecha «tiene que seguir adelante, es otra época».
En las elecciones regionales de Calabria de 2021, el partido obtuvo el 5,7% de los votos y 2 consejeros regionales.
En menos de un año, CI, que no había logrado atraer un apoyo sustancial en todo el país, según las encuestas, experimentó una crisis interna. Por un lado, Toti lanzó el proyecto de un nuevo partido político llamado Italia en el Centro (IaC); por otro lado, Brugnaro rechazó la política del establishment y quiso seguir formando parte de la coalición de centroderecha. En febrero de 2022, el subgrupo de CI dentro del grupo mixto, que antes se llamaba "IDeA-¡Cambiemos! -Europeístas", pasó a llamarse "Italia en el Centro". En marzo, se anunció una federación entre CI y IaC, que tendrían organizaciones y agrupaciones parlamentarias diferentes.
En las elecciones municipales de 2022, CI e IaC se presentaron por separado en la mayoría de los lugares. CI sólo obtuvo resultados relevantes en Véneto, la región natal de Brugnaro, sobre todo un 5,2% en Verona y un 4,4% en Padua, mientras que IaC ganó un 9,2% en Génova, un 8,5% en La Spezia, un 3,7% en Rieti, un 5,2% en L'Aquila y un 4,3% en Catanzaro.
A finales de junio de 2022 CI e IaC se escindieron formalmente tanto en la Cámara de Diputados como en el Senado. El grupo parlamentario conjunto en la Cámara se disolvió, mientras que otros seis diputados, incluido el vicepresidente Marin, abandonaron el partido, fundando un nuevo grupo llamado "Ganemos Italia", y CI se queda con 7 diputados (liderados por Emilio Carelli) y 2 senadores (Andrea Causin y Marinella Pacifico).
En julio de 2022 se formó un nuevo subgrupo con el nombre de CI dentro del grupo mixto de la Cámara de Diputados. El grupo estaba dirigido por Fabio Berardini y contaba con 10 diputados: 8 miembros de CI (sin incluir a Carelli) y dos representantes del Movimiento Asociativo Italianos en el Exterior (MAIE). Contextualmente, en el Senado, se formó un nuevo subgrupo compuesto por tres senadores, incluyendo dos senadores de CI y uno del MAIE.
De cara a las elecciones generales de 2022, CI formó primero una lista conjunta con Unión de Centro (UdC), y luego fue miembro fundador de Nosotros Moderados (NM), una lista conjunta más amplia dentro de la coalición de centroderecha, junto con UdC, IaC y Nosotros con Italia (NcI).

## Resultados electorales

### Parlamento italiano
| Cámara de Diputados |                              |                              |         |                |
| Año de la elección  | Votos                        | %                            | Escaños | Líder          |
| 2022                | Dentro de Nosotros Moderados | Dentro de Nosotros Moderados | 1/400   | Luigi Brugnaro |

| Senado de la República |                              |                              |         |                |
| Año de la elección     | Votos                        | %                            | Escaños | Líder          |
| 2022                   | Dentro de Nosotros Moderados | Dentro de Nosotros Moderados | 1/200   | Luigi Brugnaro |